# San Ciro de Acosta
San Ciro de Acosta är en kommunhuvudort i Mexiko.   Den ligger i kommunen San Ciro de Acosta och delstaten San Luis Potosí, i den centrala delen av landet, 260 km norr om huvudstaden Mexico City. San Ciro de Acosta ligger 922 meter över havet och antalet invånare är 6 771.
Terrängen runt San Ciro de Acosta är lite kuperad. Runt San Ciro de Acosta är det glesbefolkat, med 9 invånare per kvadratkilometer. San Ciro de Acosta är det största samhället i trakten. I omgivningarna runt San Ciro de Acosta växer huvudsakligen savannskog.